# 李義旼
李 義旼（イ・ウイミン、? - 明昌7年4月8日（1196年5月7日））は、高麗の武臣であり、武臣政権の第4代執権者。本貫は旌善李氏。

## 生涯
李義旼は奴隷として生まれ、父の李善は慶州の塩商人であり、母は玉霊寺の使用人だった。『高麗史』によると、李義旼は身の丈190cm、驚くべき体力の持ち主だった。
李義旼は京軍（近衛隊）に入り、彼の卓越した武術センスを見出した毅宗により別将に昇進した。毅宗24年（1170年）、庚寅の乱に参加したことで、中郎将の地位を獲得した。
明宗3年（1173年）、文臣である東北面兵馬使の金甫当は鄭仲夫・李義方により廃位された毅宗を復位させようとした。反乱軍の一派は配流地である巨済に安置された毅宗を慶州に移したが、金甫当が敗死すると、李義方は慶州出身の李義旼を現地に派遣し、毅宗を殺害するよう命じた。李義旼が官軍を率いて到着したことに伴い、慶州の地方官はこれに協力し、李義旼は素手で背骨を折って毅宗を殺害した。その折に毅宗の背骨が折れる音を聞いて大笑いしたという逸話が残されている。李義旼は毅宗の死体を毛布に巻いて池に捨てた。その後、李義旼は毅宗を弑逆した「功」により将軍に昇進した。
明宗4年（1174年）、西京留守の趙位寵が反乱を起こした。李義旼は征東大将軍・知兵馬事として鎮圧に参加し、その功績により上将軍に昇進した。明宗7年（1177年）、趙位寵の残党を掃討し、300人を惨殺して凱旋した。
明宗9年（1179年）、鄭仲夫を暗殺し政権を掌握した慶大升から毅宗弑害の罪を問責され、李義旼の立場は大きく弱まった。李義旼は慶大升による襲撃を恐れ、家の各所に警護役を配していた。ある日、慶大升が殺されたといううわさを聞いた。実は死んだのは慶大升ではなく慶大升の親友である許升だった。慶大升はさらに李義旼に警告を発し、恐怖に襲われた李義旼は病気を口実に慶州へ逃亡した。
明宗13年（1183年）に慶大升が病気で死去し、明宗は李義旼を開京に呼び戻した。李義旼は慶大升の死を信じず何度も明宗の勧めを断ったが、慶大升の死が真実だと悟り、ようやく開京に帰還した。
政界に復帰した李義旼は工部尚書を拝命され、明宗14年（1184年）には守司空・左僕射に任命され宰相の位に就いた。明宗は李義旼の乱暴さを嫌いながらも、常に彼の機嫌を取っていたので、李義旼と彼の一族は専横を重ねるようになった。政権を掌握した李義旼は、賄賂を受けるばかりか、民家や土地を恐喝した。わけても彼の二人の息子である李至栄と李至光は「双刀子」（サンドジャ、「二人の悪人」を意味する）と呼ばれていた。李至栄はあらゆる種類の残虐行為を犯し、自分の権威に対抗する人を殺し、容貌の美しい女性であれば人妻であっても行為を強要した。挙句、李至栄は王の側室を誘拐し、みだらな行為に耽った。同様に、李義旼の妻である崔氏も性欲が旺盛で、奴隷の一人と浮気している。最も、その奴隷は関係を悟った李義旼によって追放され、死に至った。李義旼の娘は、夫を無視し、別の住居を取り、無数の男性と関係を重ねるなど傲慢で多淫で悪名高かった。
貪欲・狂暴な人格とは別に、李義旼の権力基盤は絶対的ではなかった。その背景は、庚寅の乱以来、中央で活動してきた杜景升と曹元正などの武人集団内の実力派が健在だったからである。彼らは鄭仲夫と慶大升の執権期を経て、李義旼が実権を握った後も、それぞれ有力な軍事力を持ったまま、政策決定機関に当たる重房の中枢として耐えており、李義旼の独走を牽制しようとする明宗や武臣政権に協力的な文臣官僚の支持を受けた。これにより、李義旼の執権初は、杜景升・曹元正と共に三人の連合政治に近い様相を呈したが、明宗17年（1187年）に権力闘争に押され反乱を企てた曹元正が粛清されると、政権は李義旼と杜景升の両頭政治に二元化した。明宗20年（1190年）に同中書門下平章事の官職が加わり、明宗21年（1191年）には判兵部事を兼ねたが、杜景升との関係は依然として気まずい中、明宗23年（1193年）に新羅復興の名分を掲げて慶尚道で起きた金沙弥の乱に李義旼も関与したという風聞が広がり、彼に対する不満が高まった。
明宗26年（1196年）春、李至栄が東部録事の崔忠粋が飼っていた鳩を奪う事件が発生すると、崔忠粋は兄の崔忠献と共に李義旼の暗殺を謀議した。同年4月8日の仏生日に明宗が普済寺に行幸したが、李義旼は病気により随行せず、弥陀山の別荘に泊まった。これを狙った崔忠献・崔忠粋兄弟は家兵を率いて別荘の外で待ち伏せしていてから、李義旼が馬に乗ろうとする際、彼を殺害した。
李義旼が殺害された後、崔忠献は王宮を包囲し、明宗に李義旼に忠実な残りの武装勢力を倒すことを許可するように頼んだ。明宗の命令により、崔忠献・崔忠粋兄弟は開京城門を閉ざして逃亡を阻止し、李義旼の追随者を一人ずつ拘束した。一方、海州で遊覧していた李至栄も崔忠献が送った兵士に処刑された。李至栄が亡くなったという知らせを聞いて、多くの人が慰められ、元気づけられたと言われた。その後、崔忠献は李義旼の家族や親戚をすべて殺害し、李義旼の家臣や奴隷を一掃し、全国各地に人を送った。生き残った李義旼の二人の息子は、崔忠献に慈悲と許しを請うたが、崔忠献は二人を殺し、李義旼の最後の氏族を根絶した。

## エピソード
- 李義旼が幼い頃、彼の父は李義旼が青い服を着て 皇龍寺（朝鮮語版）の九重塔に登る夢を見たことをきっかけに息子が将来出世すると期待したという。成人になっては体格が大きく、腕力も高い「力士」として名声を博したが、荒っぽい性格で二人の兄たちと共に故郷の村で無頼漢のように乱暴を働いたため、人々から嫌われた。結局、慶州の按廉使（地元の長官）から逮捕され拷問を受け、兄たちはみな獄死した反面に、李義旼は一人生き残った。李義旼の才能を知った按廉使は彼を開京の京軍に入隊させ、これにより軍人の道を歩き始めた。開京へ上京した李義旼が城外の寺院に泊まったとき、その日の夢中に長い梯子が王宮までつながるのでそれに乗って登っていく途中で目を覚まし、自ら怪しく思ったという。

- 武術に長け、毅宗から寵愛されたが、庚寅の乱が起きるとクーデター軍の行動隊長として反対派を惨殺するのに率先し、武臣政権成立後も地方で頻発した反乱の鎮圧に活躍した。金甫当の乱が鎮圧される頃、李義方から密命を受け、毅宗の身柄を処理するために慶州に行った李義旼は、現地住民の協力を得て毅宗をある池の辺に誘引した後、わざと酒を勧めてから、彼の背骨を折って殺害した。この功績が認められ、李義旼は将軍に昇進したが、前国王をあれほど残忍な方法で殺害した事実は物議を醸し、世人の蔑視を免れなかった。武人たちの専横を嫌っていた慶大升は、特に李義旼の存在を意識して「王を殺した者がまだ生きている」と圧迫したが、慶大升が早世したため、二人が直接衝突することはなかった。

- 宰相になった後も品行を正さず、粗暴な行いに終始した。当時、高麗朝廷で官庁に出勤した武人たちは互いに悪口を浴びせたり、争いをすることが多かった。ある日、李義旼が杜景升と共に中書省にいる間、「ある奴が自らの勇猛さを誇ったから私が彼をこうして叩きのめした」と手拳を振り回して建物の柱を破損させると、杜景升も同じく応酬して壁を打ち返して穴があくほどだった。後に杜景升が功臣に冊立されたことを嫉み、言い争っている途中に再び拳で柱を振り下ろしながら、「お前は何の功績があって私より上にいるのか？」と一喝した。世間では、この事件について「その堂々たる姿こそ本当に宰相らしい！ 黄閣（中書省）で3～4年だけあれば、万古第一の拳法を飛ばすことができる」と皮肉ったという。